# Gerichtsbezirk Oberlaibach
Der Gerichtsbezirk Oberlaibach (slowenisch: sodni okraj Vrhnika) war ein dem Bezirksgericht Oberlaibach unterstehender Gerichtsbezirk im Kronland Krain. Er umfasste Teile des politischen Bezirks Laibach Umgebung (Vrhnika) und wurde 1919 dem Staat Jugoslawien zugeschlagen. Der Gerichtsbezirk wies 1910 die drittgeringste Einwohnerzahl und die achtgeringste Fläche der 31 Gerichtsbezirke der Krain auf.

## Geschichte
Der Gerichtsbezirk entstand infolge eines Ministervortrags vom 6. August 1849, in dem die Grundzüge der Gerichtseinteilung festgelegt wurden. Nachdem im Dezember 1849 die Gebietseinteilung der Gerichtsbezirke sowie die Zuweisung der Gerichtsbezirke zu den neu errichteten Bezirkshauptmannschaften durch die „politische Organisierungs-Commission“ festgelegt worden war, nahmen die Bezirksgerichte der Krain per 1. Juni 1850 ihre Tätigkeit auf. Dem Bezirksgericht Oberlaibach wurden durch die Landeseinteilung der Krain im März 1850 die 24 Katastralgemeinden Babna Gora (Babnagora), Blatna Brezovica (Blatnabresouza), Borovnica (Franzdorf), Butajnova (Wutainowa), Černi Verh (Schwarzenberg), Horjulj (Horjul), Kamnik (Stein), Medvedje Berdo (Medwediberdu), Petkouc (Petkouz), Podlipo (Podlipa), Polhov Gradec (Billichgraz), Preser (Presser), Rakitna (Rakitna), Rovte (Gereuth), Selo (Selo), Šentjost (St. Jobst), Setnik (Setnik), Stara Verhnika (Altoberlaibach), Velika Ligojna (Grossligoina), Verd (Wird), Verhnika (Neuoberlaibach), Verzdenec (Schönbrunn), Zabočevo (Sabozheu), Zaklanc (Saklanz), Zaplana (Saplana), Žažar (Saschar) und Žiberše (Sibersche) zugewiesen. 1867 trat der Gerichtsbezirk Oberlaibach die Gemeinden Gereuth und Sibersche an den Gerichtsbezirk Loitsch ab.
| Jahr | Fläche (km²) | Ein- wohner | Slowenisch- sprachige | Deutsch- sprachige |
| ---- | ------------ | ----------- | --------------------- | ------------------ |
| 1880 |              | 14.829      | 14.737                | 55                 |
| 1890 |              | 15.437      | 15.372                | 35                 |
| 1900 | 331,30       | 15.120      | 15.050                | 46                 |
| 1910 | 331,31       | 15.346      | 15.252                | 29                 |

Der Gerichtsbezirk wies 1880 eine anwesende Bevölkerung von 14.829 Personen auf, wobei 14.737 Menschen Slowenisch und 55 Menschen Deutsch als Umgangssprache angaben. 1910 wurden für den Gerichtsbezirk auf Grund der starken Gebietsverluste nur noch 15.346 Personen ausgewiesen, von denen 15.252 Slowenisch (99,4 %) und 29 Deutsch (0,2 %) sprachen.
Durch die Grenzbestimmungen des am 10. September 1919 abgeschlossenen Vertrages von Saint-Germain wurde der Gerichtsbezirk Oberlaibach zur Gänze dem Königreich Jugoslawien zugeschlagen.

## Gerichtssprengel
Der Gerichtssprengel Oberlaibach umfasste infolge der Zusammenfassung der Katastralgemeinden zu Gemeinden 1910 die sieben Gemeinden Borovnica (Franzdorf), Črni Verh (Schwarzenberg), Horjulj (Horjul), Preserje (Presser), Polhov Gradec (Billichgraz), Šentjost (St. Jobst), Vrhnika (Oberlaibach).